# Lactarius volemus
Lactarius volemus (Schaeff.) Gray, 1774, è una specie di fungo appartenente alla famiglia Russulaceae. È molto diffuso in tutto l'emisfero boreale, soprattutto nelle regioni temperate di Europa, Nord America e Asia, ma anche in alcune regioni tropicali del Centro America. È una specie micorrizica, e i suoi corpi fruttiferi crescono sia in gruppi che solitari, associati a varie specie di alberi. Viene considerato un fungo commestibile, e in Asia si trova talvolta in commercio. La sporata è bianca e le spore, sferiche, misurano circa 7-8 µm.
Il cappello misura al massimo 11 cm, e la sua colorazione varia dal color albicocca al marrone-arancione. Le lamelle sono gialle. Una caratteristica che permette di riconoscere questo fungo è la grande quantità di lattice dal caratteristico odore di pesce che le lamelle trasudano se danneggiate. La sua composizione è stata analizzata, e sono state trovate diverse sostanze come steroli, soprattutto ergosterolo, alcuni dei quali sembrano essere tipici soltanto di questo fungo.

## Descrizione

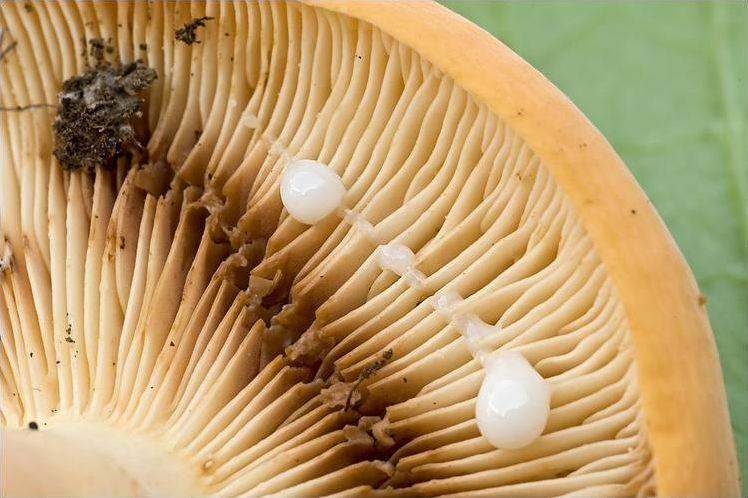
Lattice di L. volemus

Il cappello ha la superficie vellutata e cambia forma con l'età del fungo. È inizialmente convesso con il margine involuto, poi piatto e depresso al centro. Le dimensioni variano dai 5 agli 11 cm, mentre il colore varia dall'albicocca al Tenné e si osservano molte variazioni di colori tra esemplari osservati in Asia, Europa e America. Il gambo, alto dai 4 ai 12 cm e spesso da 1 a 1,5, è più chiaro del cappello. Le lamelle possono essere sia adnate che leggermente decorrenti; spesso sono fragili, sottili e talvolta biforcute. Sono prevalentemente gialle, ma diventano marroni se intaccate. La carne è biancastra e compatta. L'odore somiglia a quello di un pesce, è stato paragonato a quello di un'Alosa morta, e diventa più intenso se il fungo è essiccato. Una caratteristica particolare è la quantità di lattice
, che è bianco ma diventa marrone al contatto con l'aria e macchia di quel colore ciò con cui viene a contatto.
La sporata è bianca, le spore sono traslucide, quasi sferiche e misurano circa 7.5–10.0 e 7.5–9.0 µm. La superficie è reticolata, e le piccole creste che formano il reticolo sono alte 0.8 µm. I basidi sono a forma di clava, hanno 4 spore e sono alti 40–62 e 7.2–10.4 µm. Anche i pleurocistidi sono a forma di clava, e misurano 48–145 e 5–13 µm, mentre i cheilocistidi misurano 48–145 e 5–13 µm. Se la carne viene trattata con solfato ferroso, si ha una reazione chimica che fa virare il colore verso il verde o il blu.
La varietà L. torminosus var. flavus fu descritta da Alexander Hanchett Smith e Lexemuel Ray Hesler nella loro monografia del 1979 sulle specie dei lattari tipici del Nord America. Questa rara varietà, che cresce soprattutto nel sud degli Stati Uniti (il suo areale si estende dalla Florida e dalla Carolina del Sud fino al Texas), ha un cappello che rimane quasi sempre giallo durante la crescita. Le spore sono anche leggermente più piccole, intorno a 6.5–9.0 e 6–8 µm. Alcuni autori considerano alcuni esemplari europei una varietà distinta, L. volemus var. oedematopus, per il colore del cappello tendente al rosso ed il gambo più spesso, rigonfio. Questa classificazione non è però universalmente accettata. Degli esemplari provenienti dal Vietnam, di solito associati a Pinus kesiya furono invece denominati L. volemus var. asiaticus nel 2004. Essi presentavano dei corpi fruttiferi più piccoli e tendenti al marrone.

## Tassonomia
Fu menzionato per la prima volta nel 1753 nell'opera Species Plantarum di Linneo con il nome di Agaricus Lactifluus. Nel 1821, il micologo svedese Elias Magnus Fries si riferì ad esso come Agaricus volemus in Systema Mycologicum. In questo lavoro definì un gruppo di specie collegate (una tribù) con il nome di Galhorreus; anche se poi Fries riconobbe Lactarius come un genere distinto nel 1838 con l'opera Epicrisis Systematis Mycologici, dove citò Galhorreus come un sinonimo.
Nel 1879 Charles Horton Peck descrisse una varietà, L. volemus var. subrugosus, che venne poi riconosciute come specie a sé, L. corrugis. Nel 1891 la specie venne spostata al genere Lactifluus, un genere le cui specie fanno ora parte di Lactarius. Un altro sinonimo è Lactarius lactifluus, utilizzato da Lucien Quélet nel 1886. L. wangii, descritto come una nuova specie cinese nel 2005 da Hua-An Wen e Jian-Zhe Ying, fu poi ritenuto un sinonimo di L. volemus.

## Specie simili
Una specie strettamente correlata a L. volemus è L. corrugis, che si differenzia per le lamelle più scure, l'assenza di odore e la colorazione non sempre arancione. Le differenze diventano nette analizzandone le spore: quelle di L. corrugis sono 10.4–12.8 e 9.6–11.8 µm, e i pleurocistidi sono più grandi. Anche L. hygrophoroides è una specie simile a L. volemus, ma le sue spore non hanno nessun reticolo sulla superficie e le lamelle sono nettamente più distanziate.
La specie L. chromospermus, proveniente dallo Zambia, si può riconoscere per l'areale completamente diverso e la sporata marrone, unica nelle Russulaceae. L. subvuluntinus, invece, ha un lattice bianco che non cambia colore ed è inodore. L. austrovolemus ha le lamelle più fitte, mentre L. lamprocystidiatus può essere distinto soltanto per la forma delle spore. Sia L. lamprocystidiatus che L. austrovolemus sono nativi della Papua Nuova Guinea.

## Commestibilità e altri utilizzi

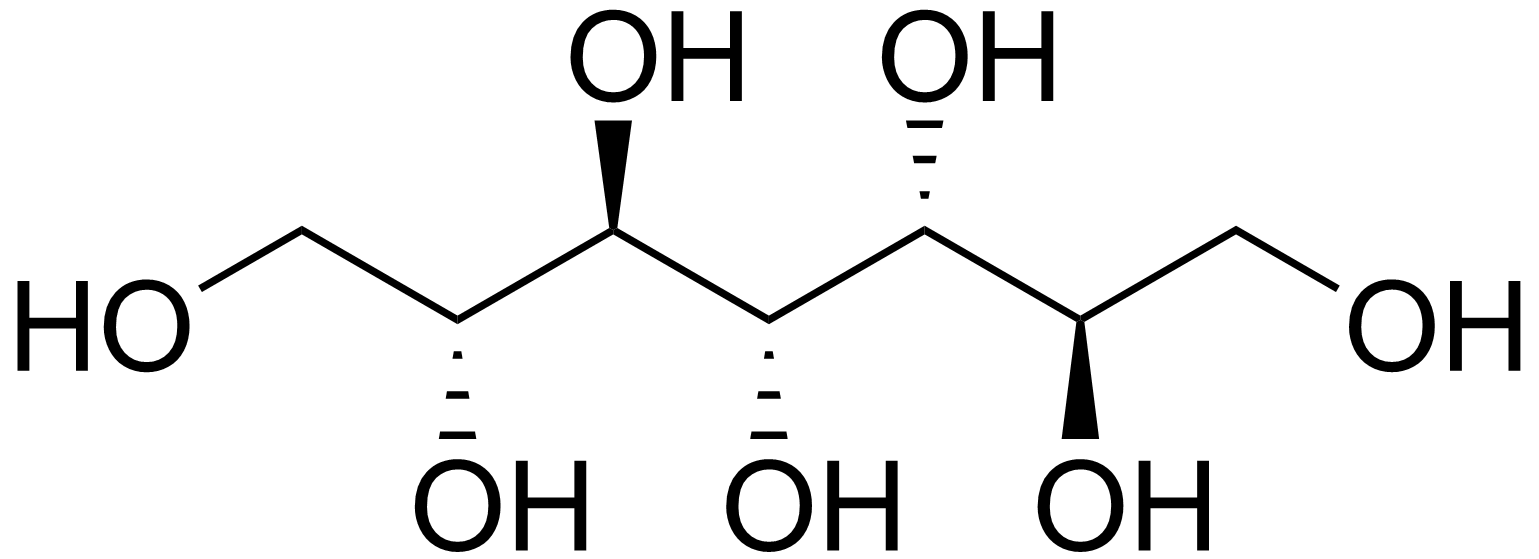
Volemitol

Nonostante il forte e sgradevole odore di pesce, che però scompare dopo la cottura, questa specie è commestibile. Il gusto del lattice è abbastanza delicato[3], ma fuoriesce in grande quantità. Perciò e consigliabile friggere il fungo più o meno intero - cosa che è detto anche col suo nome ufficiale in tedesco: "Brätling", cioè "da friggere, non da cuocere!". Può essere consumato anche crudo con o senza sale e pepe.
È una specie comunemente consumata in Cina ed è uno dei funghi venduti frequentemente nei mercati rurali dello Yunnan e in Nepal. In Turchia uno studio sulla composizione dei corpi fruttiferi ha dimostrato che L. volemus è ricco di proteine e carboidrati.
I corpi fruttiferi contengono uno sterolo, il volemolide, che è un derivato dell'ergosterolo. Uno studio del 2001 ha individuato altri nove steroli, tre dei quali erano precedentemente sconosciuti. Questi tipi di composti ricchi di ossigeno, comuni in spugne e coralli molli, sono invece abbastanza rari nei funghi. Contiene anche volemitol, un alditolo comune nelle alghe brune. Questo fungo può essere utilizzato per la produzione di gomma grazie all'alto contenuto di polyisoprene.

## Distribuzione e habitat
Come tutti i Lactarius, questa specie è micorrizica e vive in simbiosi con varie specie di alberi. In questa simbiosi, le ife del fungo crescono intorno alle radici dell'albero. Le ife si estendono anche nel suolo, aiutando così la pianta ad assorbire i nutrienti.
Cresce sia sotto le conifere che le latifoglie, anche se è più diffuso nei boschi decidui. Può essere trovato anche intorno agli sfagni. I corpi fruttiferi, che appaiono principalmente tra estate e autunno, sono abbastanza comuni, e crescono sia solitari che in piccoli gruppi. Possono essere abitati da delle mosche limonidi, come Discobola marginata e Limonia yakushimensis.
L. volemus si trova nelle regioni temperate e subtropicali dell'emisfero nord. Il fungo è comune in Europa, anche se è in declino in alcuni paesi, e nelle Fiandre è ora considerato estinto localmente. Nelle Americhe è diffuso in Canada, nelle Grandi Pianure e in Guatemala. Si trova anche in Asia, in particolare in Cina, Giappone, India, Corea, Nepal e Vietnam e nel medio oriente, in particolare in Iran e Turchia.